# Stenia bismarckii
Stenia bismarckii är en orkidéart som beskrevs av Dodson och David Edward Bennett. Stenia bismarckii ingår i släktet Stenia och familjen orkidéer. Inga underarter finns listade i Catalogue of Life.

## Bildgalleri

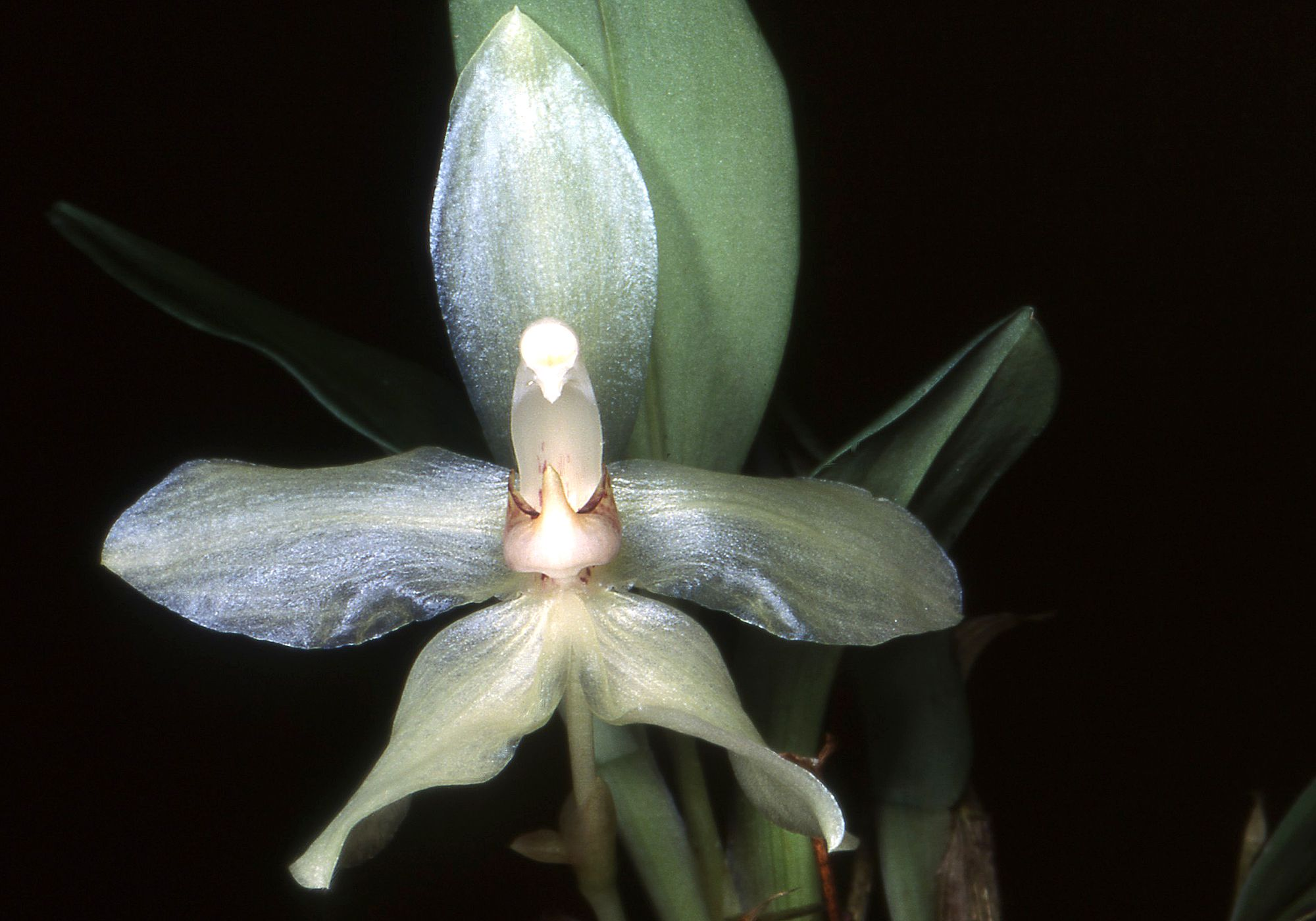
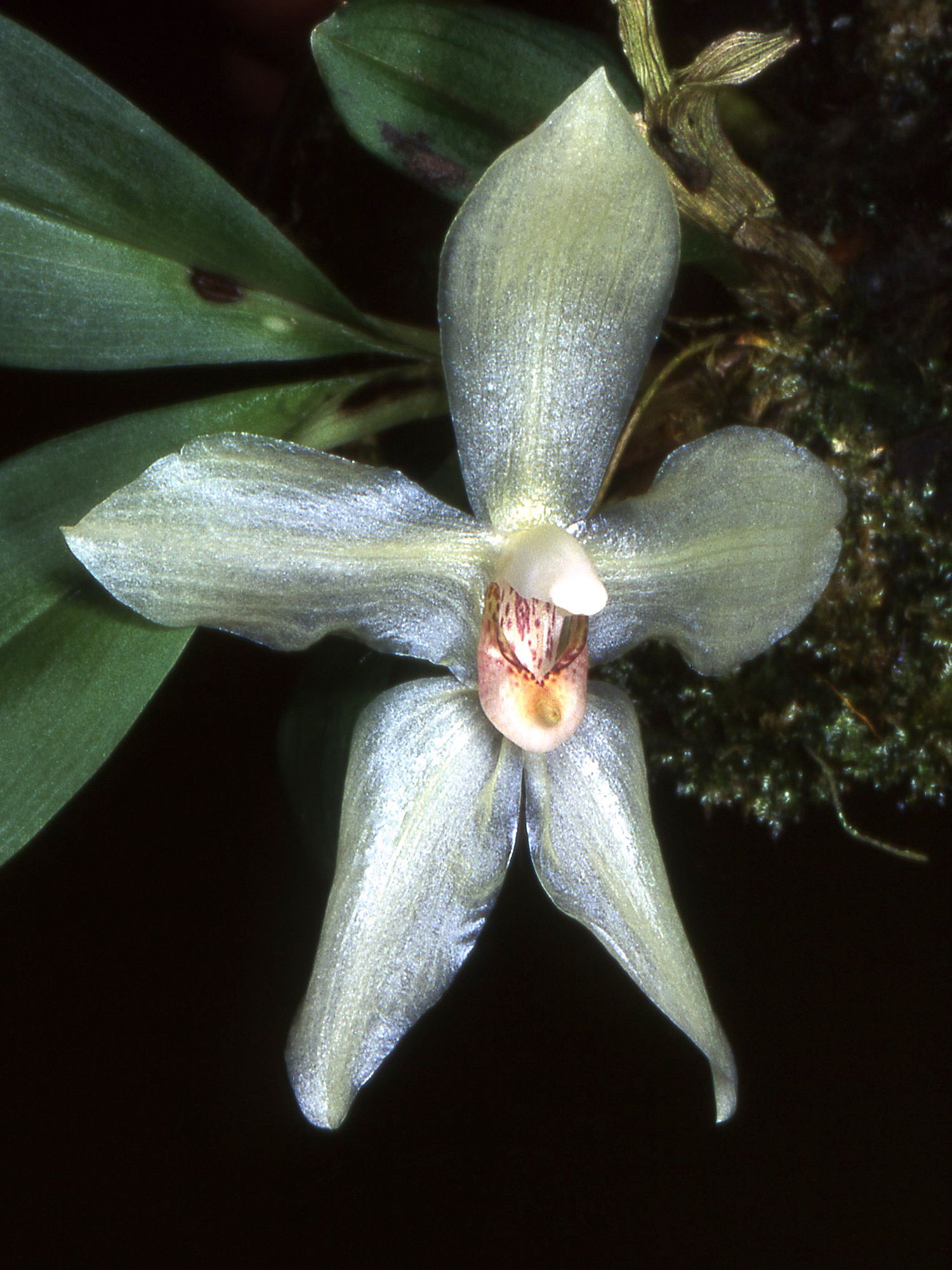
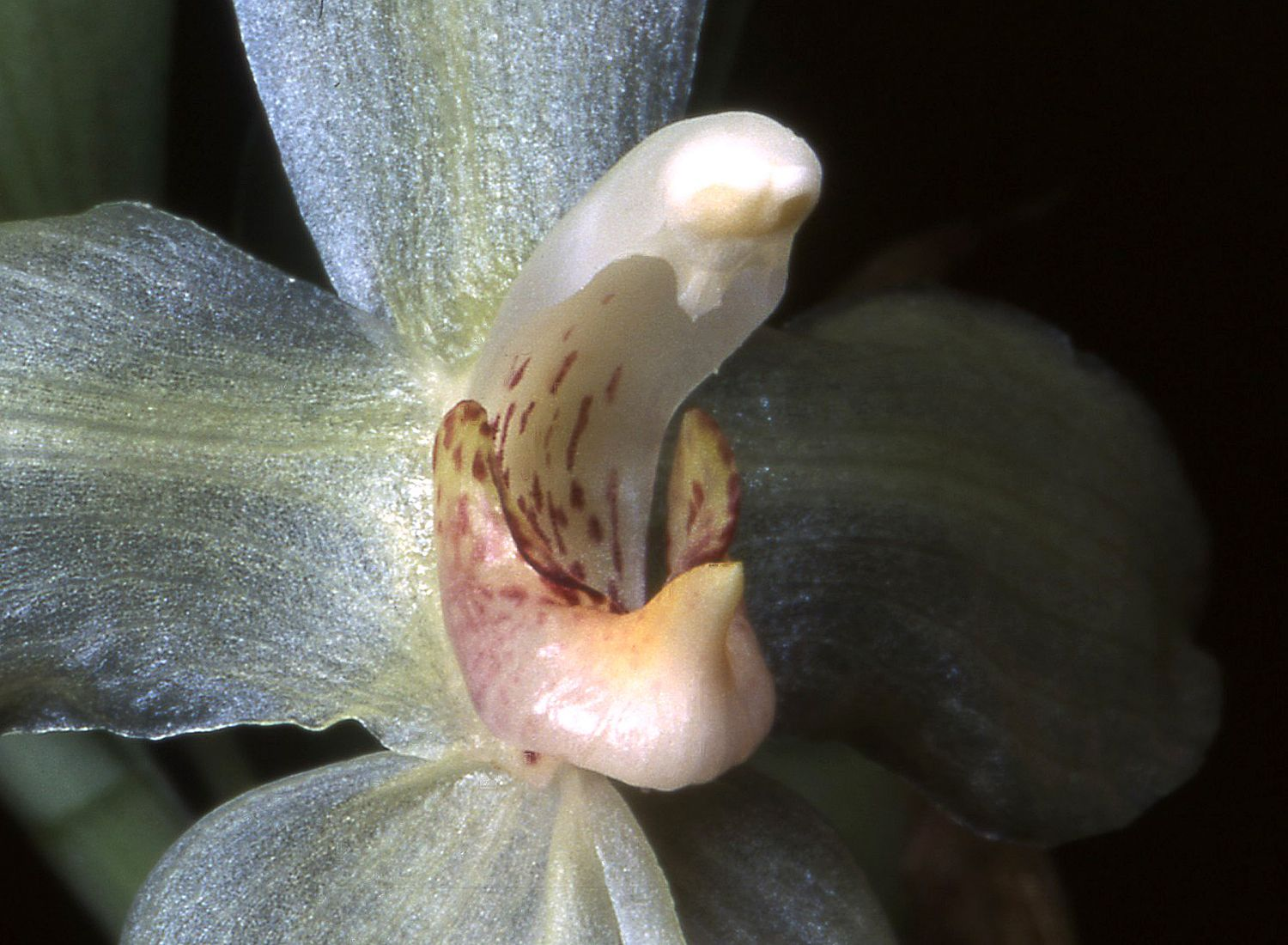